# Jay North
Jay North (Los Angeles, 3 agosto 1951 – Lake Butler, 6 aprile 2025) è stato un attore statunitense.

## Biografia
La sua carriera di attore iniziò da bambino alla fine degli anni '50, sviluppandosi quindi con ruoli in otto serie TV, due spettacoli di varietà e tre lungometraggi. Da adulto divenne anche doppiatore.
North è morto nel 2025, per complicazioni di un tumore al colon.

## Filmografia parziale

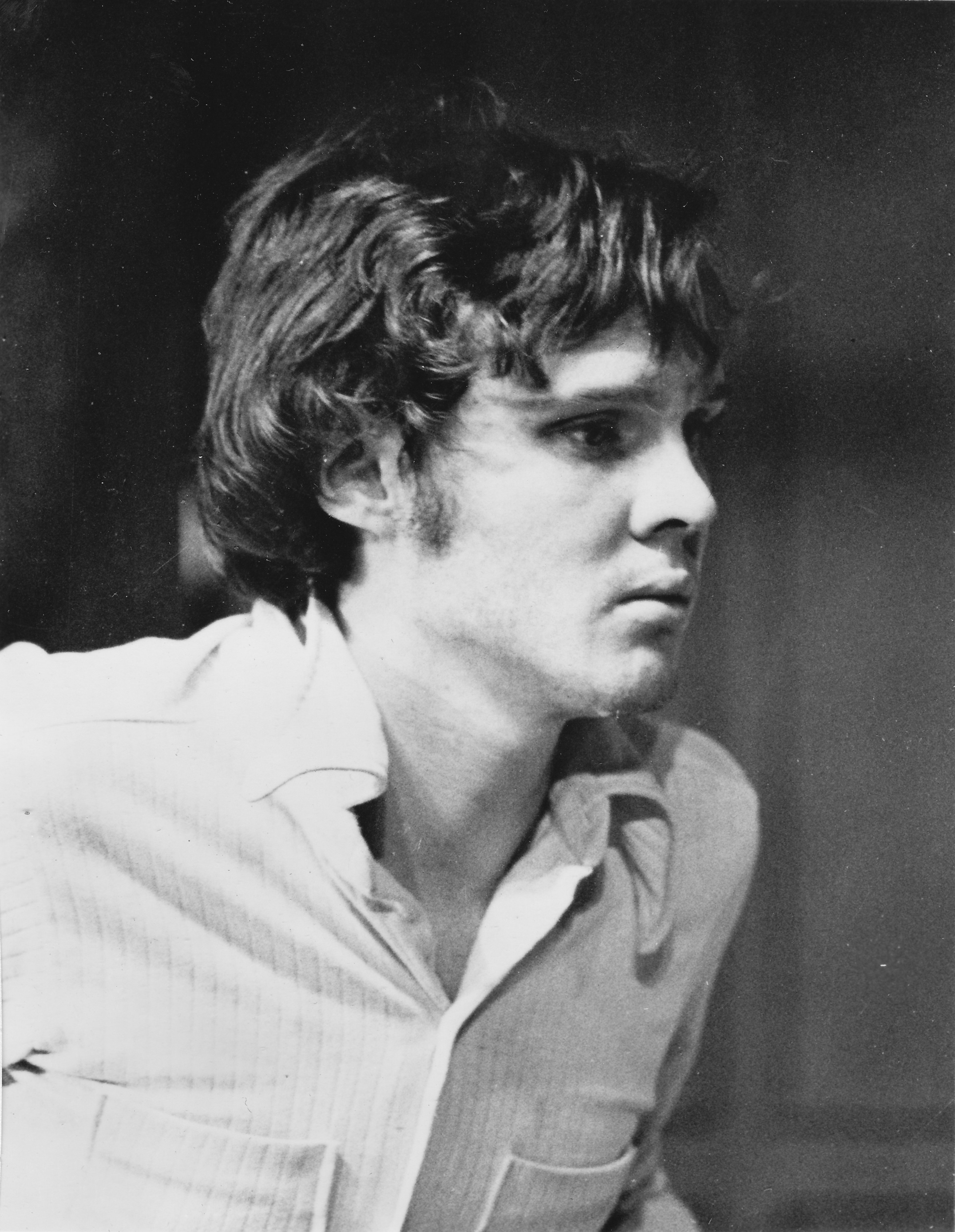
Jay North nel 1973

### Attore
Cinema
- The Miracle of the Hills, regia di Paul Landres (1959)
- Corruzione nella città (The Big Operator), regia di Charles F. Haas (1959)
- Pepe, regia di George Sidney (1960)
- La zebra in cucina (Zebra in the Kitchen), regia di Ivan Tors (1965)
- Maya, regia di John Berry (1966)
- Professoressa facciamo l'amore (The Teacher), regia di Howard Avedis (1974)
- Dikiy veter, regia di Valeriu Jereghi e Aleksandar Petkovic (1985)
- Dickie Roberts - Ex piccola star (Dickie Roberts: Former Child Star), regia di Sam Weisman (2003)

Televisione
- Ricercato vivo o morto (Wanted: Dead or Alive) – serie TV, episodio 1x16 (1958)
- Rescue 8 – serie TV, episodio 1x22 (1959)
- Sugarfoot – serie TV, episodio 2x13 (1959)
- I detectives (The Detectives) – serie TV, episodio 1x03 (1959)
- Dennis the Menace – serie TV, 146 episodi (1959-1963)
- Codice Gerico (Jericho) – serie TV, episodio 1x08 (1966)
- Maya – serie TV, 18 episodi (1967-1968)
- Lassie – serie TV, un episodio (1973)
- Scout's Honor, regia di Henry Levin – film TV (1980)

### Doppiatore
- Arabian Knights - 18 episodi (1968-1969)
- Here Comes the Grump - 34 episodi (1969-1970)
- The Banana Splits Adventure Hour - 9 episodi (1968-1970)
- I figli degli Antenati (The Pebbles and Bamm-Bamm Show) - 16 episodi (1971-1972)
- I Simpson (The Simpsons) - un episodio (1999)